# Нижняя мантия
Нижняя мантия (Мезосфера Земли) — внутренний слой мантии Земли, находящейся под астеносферой и над ядром Земли.

## Общая характеристика

Нижняя мантия (№ 4)

С точки зрения тектоники литосферных плит это пассивный и инертный слой по отношению к тектоническим движениям. Нижняя граница находится на глубине 2900 км и называется граница Гутенберга, которая также является границей фазового перехода вещества.
В нижней мантии существует слой (слой D), в котором скорость сейсмических волн аномально низка и имеет горизонтальные и вертикальные неоднородности. Предполагается, что он образован восходящим проникновением Fe и Ni в силикаты, которые расплавляются этими потоками. Это чрезвычайно важно, так как некоторые исследователи полагают, что части субдукционной плиты накапливаются на 660 км от границы, и они становятся экспоненциально более тяжелыми и опускаются на ядро и накапливаются в слое D.
Под нижней мантией находится граница Гутенберга — граница между мантией и внешним ядром, характеризующаяся скачкообразным падением скорости продольных волн с 13,6 до 8,1 км/с и исчезновением поперечных волн.